# Pål Karlsen
Pål Karlsen (wcześniej znany jako Polykarp Karoli) (ur. między 1917 a 1919 r., zm. 18 lipca 2001 r.) - znana osobowość w norweskiej społeczności romskiej, złodziej, samozwańczy król Romów w Norwegii. 

## Biografia

### Młodość
Jako młody człowiek Karoli był częścią grupy norweskich Romów, którzy podróżowali po Europie i wrócili do Norwegii w 1934 roku. Jednakże Romowie nie posiadali norweskich paszportów, przez co odmówiono im wjazdu i przejazdu przez Danię. Romowie zostali następnie aresztowani przez niemiecką policję narodowosocjalistyczną i wysłani do obozów koncentracyjnych Auschwitz i Buchenwald. Karoli został wysłany do Buchenwaldu i przeżył wojnę. Jego rodzice, trzy siostry i sześciu braci zostali zabici przez nazistów.

### Król cygański
Karoli stał się sławny dzięki mediom, zwłaszcza po tym, jak od około 1970 r. twierdził, że jest królem wszystkich Romów w Norwegii, co było głoszone również po jego śmierci, przez jego dwóch synów.

### Problemy z prawem
W 1981 roku został uwięziony za kradzież czterech kilogramów złotej biżuterii, co doprowadziło do szerokiego rozgłosu w prasie, a w 1990 roku czworo jego dzieci zostało skazanych w tzw. sprawie Karoli, w której Kreditkassen i Norges Bank zapłaciły 25 milionów koron za fałszywe diamenty.

### Życie prywatne
Był żonaty z Susanne Beko Karoli, ale później zmienili godności na Pål i Eva Karlsen. Mieli 14 dzieci i 58 wnuków. Jego córka Solomia Karoli opublikowała książkę The Gypsy King's Daughter o swoim wychowaniu w rodzinie Karoli.